# Pol Amat i Escudé
Pol Amat i Escudé (Terrassa, 18 de juny del 1978) és un jugador d'hoquei sobre herba català que va guanyar la medalla de plata en els Jocs Olímpics d'Atlanta-96 i als de Pekín-2008 i que el 2008 va obtenir el títol de Millor jugador del món en hoquei sobre herba. Juga en la posició de davanter centre.
Net d'un dels fundadors del Club Egara i fill del famós jugador d'hoquei Francesc Amat i Fontanals, va estudiar Administració d'Empreses i en l'actualitat treballa d'auditor.
Ultra els trofeus internacionals esmentats al Palmarès, al llarg de la seva carrera ha estat set vegades campió de la lliga espanyola i ha guanyat cinc vegades la Copa del Rei. Ha estat nominat quatre vegades per al títol de Millor Jugador del Món i ha estat membre del WorldHockey All Star Team de la FIH en dues de les tres edicions fetes fins ara (2006 i 2008). El desembre del 2008, la Unió de Federacions Esportives de Catalunya el nomenà "Millor esportista català de l'any" (conjuntament amb Gemma Mengual i Andrea Fuentes).
El 22 de maig de 2013 anuncià que es retiraria com a jugador un cop acabés la Copa espanyola 2012-13.

## Palmarès

### Selecció espanyola
- Subcampió Jocs Olímpics Atlanta 1996
- Tercer classificat "Champions Trophy" Adelaida 1997
- Guanyador Copa Intercontinental Kuala Lumpur 1997
- Subcampió del món Utrecht 1998
- 9è classificat Jocs Olímpics de Sidney 2000
- Subcampió d'Europa Barcelona 2003
- 4t classificat Jocs Olímpics d'Atenes 2004
- Campió "Champions Trophy" Lahore 2004
- Campió d'Europa Leipzig 2005
- Tercer classificat "Champions Trophy" Chennai 2005
- Tercer classificat Campionat del món Mönchengladbach 2006
- Tercer classificat "Champions Trophy" Terrassa 2006
- Subcampió d'Europa Manchester 2007
- Subcampió Jocs Olímpics Pekín 2008

### Club Egara
- 6 Lligues d'Espanya
- 4 Copes del Rei
- Diversos Campionats de Catalunya

### Reial Club de Polo
- 1 Copa d'Europa (2004)
- 1 Campionat de lliga
- 1 Copa